# Курбанов, Юсуп
Юсуп Курбанов (туркм. Юсуп Гурбанов, 1910 год, Бабадайхан — 27 декабря 1971 года) — туркменский партийный и советский государственный деятель, председатель колхоза имени Калинина Тедженского района, Туркменская ССР. Герой Социалистического Труда (1965). Депутат Верховного Совета Туркменской ССР 5-го и 6-го созывов.

## Биография
С 1935 по 1937 года — на комсомольской работе; сотрудник отдела пропаганды Кировского районного отдела ВЛКСМ. В 1937 году по комсомольской путёвке поступил на учёбу в Коммунистический ВУЗ, после которого был назначен сотрудником Векилбазарской районной прокуратуры Марыйской области. Позднее — сотрудник отдела пропаганды Кировского районного комитета партии. В 1939 году вступил в ВКП(б).
Участвовал в Великой Отечественной войне. После демобилизации в 1945 году возвратился в Туркмению, где продолжил работать в отделе пропаганды Кировского райкома партии. В 1950 году назначен председателем колхоза имени Калинина Тедженского района.
В 1964 году колхоз имени Калинина сдал государству хлопка-сырца на 20 % больше запланированного. Указом Президиума Верховного Совета СССР от 16 марта 1965 года «за выдающиеся успехи в развитии сельского хозяйства Туркменской ССР» удостоен звания Героя Социалистического Труда с вручением ордена Ленина и золотой медали «Серп и Молот».
Избирался депутатом Верховного Совета Туркменской ССР V и VI созывов, членом Марыйского обкома Компартии Туркмении.
Скончался в 1971 году.

## Источник
- Курбанов Юсуп. Сайт «Герои страны».
- Некролог, Совет Туркменистаны, 29 декабря 1971 года